# Alderslyst
Alderslyst blev proklameret som selvstændig lokalitet i 1873. 14 grundejere på Balle Mark lige nord for Silkeborg bekendtgjorde i Silkeborg Avis den 6. september 1873, at de havde navngivet lokaliteten Alderslyst.
Alderslyst var fra starten lille: 10-20 små huse, en vandmølle og en vindmølle. Mange af nybyggerne kom fra Silkeborg og arbejdede fortsat i byen og dens fabrikker. I Alderslyst havde de fundet muligheden for at købe en billig byggegrund til egen bolig. Trap Danmark gav i 1901 følgende kortfattede karakteristik: "Alderslyst, arbejderby". I næste udgave af Trap Danmark (1925) var karakteristikken ændret til "Alderslyst, forstad til Silkeborg". 
Alderslyst var et samfund mellem land og by: En lokalitet i Balle Kommune i Viborg Amt, men afgørende påvirket af byen Silkeborg i Skanderborg Amt. Viborgbroen forbandt Silkeborg og Alderslyst, og vejen fortsatte mod nord gennem Alderslyst med Borgergade og Viborg-landevejen.  Fra Borgergade, ved det nuværende Nørretorv, gik Kejlstrupvej gennem bydelen mod nordøst.
Alderslyst voksede langsomt frem og fik med årene en række fælles faciliteter: Alderslyst Forsamlingshus (1902), Alderslyst Skole (1907), vandværk (1909), elektricitetsværk (1917-1920), Alderslyst Kirke (1925-1929) og De Gamles Hjem (Kejlstruplund) (1938). 
Alderslyst blev Balle Kommunes befolkningsmæssige tyngdepunkt, og den kommunale administrationsbygning blev derfor indrettet på Borgergade 58 i 1932. Alderslystborgerne følte sig imidlertid mere tilknyttet byen Silkeborg end til den øvrige Balle Kommune, og efter mange års tovtrækkerier blev Alderslyst indlemmet i købstaden Silkeborg i 1941. Alderslyst blev hermed Silkeborgs nordlige bydel. 
Alderslyst var først og fremmest et boligområde, og etableringen af Arbejdernes Byggeforening i 1941 udbyggede kun denne kendsgerning. Byggeforeningen opførte en række nye store byggerier, blandt andet Færgegården, Ringgården og Nørretorv. Med Nørretorv havde Alderslyst fået sin egen bymidte, men den tiltagende bilisme vanskeliggør torvelivet.
Alderslyst valgte Silkeborg i 1938-1941 med stor begejstring. Men det viste sig, at Alderslystborgerne i en årrække skulle betale ekstra skat for at blive en del af storkommunen. Det skabte nogen bitterhed og fornemmelse af, man blev betragtet som andenrangs borgere i kommunen. Det kneb også med etablering af offentlige serviceinstitutioner, mente mange i Alderslyst. Eksempelvis følte mange, at bydelens biblioteksvæsen lod meget tilbage at ønske. Silkeborg Bibliotek oprettede i 1960 en filial på Nørretorv, men Alderslyst måtte vente helt til 1994, før Alderslyst Bibliotek fik egne, gode lokaler. Men fra 1990'erne er udviklingen gået stærkt i Alderslyst, og Borgergade er blevet gevaldigt udbygget med boliger, forretninger og trafik. Bydelen rummer også i dag postkontoret og varmecentralen.

## Eksterne kilder og henvisninger
- WikiSilkeborg Arkiveret 3. juni 2011 hos  Wayback Machine (31. maj 2011)

56°10′58″N 9°33′24″Ø / 56.18278°N 9.55667°Ø